# Trihalomethany
Trihalomethany jsou halogenové deriváty methanu, které mají nahrazeny atomy halogenů právě 3 atomy vodíku. Pokud jsou všechny tři atomy vodíku nahrazeny stejným halogenem, jedná se o haloformy.

## Haloformy
- Fluoroform
- Chloroform
- Bromoform
- Jodoform

## Směsné trihalomethany
- Dichlorfluormethan
- Chlordifluormethan
- Dibromchlormethan
- Bromdichlormethan
- Bromchlorfluormethan